# Крокотта
Кроко́тта — мифическое животное, вероятно, возникшее на основе народных представлений о гиенах. Описывается как гибрид собаки и волка или гиены и льва, способный подражать человеческому голосу, обладающий магическими способностями и являющийся смертельным врагом людей и собак. Неоднократно упоминается в средневековых бестиариях. В разных источниках также встречаются названия «корокотта», «крокута», «левкрокотта», «лейкрокута», «лейкрокотта», «леокрокотта» и реже «ценокрока».

## Этимология
Происходит от греческого «κροκόττας» ([крокоттас]), которое восходит к санскритскому «koṭṭhâraka», в свою очередь, образованному от «kroshṭuka» (оба слова использовались для обозначения шакала).

## Древнейшие описания
Вероятно, первоначально мифы о крокотте возникли в Эфиопии, откуда перекочевали в Индию, где были записаны древнегреческим историком Ктесием Книдским (вторая половина V — начало IV вв. до н. э.), который включил её в свою работу «Индика», как реально существующее животное. Однако широкую известность крокотта получила лишь после того, как Плиний Старший, использовав слово «leucrocotam», внёс её в свой каталог «Естественной истории», именно оттуда она была заимствована большей частью бестиариев Средневековья. Многие авторы считают, что источником описания Плиния Старшего послужило описание Ктесия; другие полагают, что он, возможно, повторил искажённое описание гиены.
Византийский учёный Фотий, цитируя Ктесия, писал: «В Эфиопии есть животное, называемое crocottas, в простонародье kynolykos (собака-волк), изумительной силы. Говорят, что оно подражает человеческому голосу, зовёт людей по имени по ночам и пожирает тех, кто приближается к нему. Храброе, как лев, быстрое, как лошадь, и сильное, как бык. Его нельзя одолеть ни одним оружием из стали».
Страбон, использующий слово «crocuttas», определяет зверя как смешанное потомство волка и собаки («География», XVI.4.16).
Клавдий Элиан в своей книге «О характеристиках животных» (VII.22) конкретно связывает гиену и крокотту и упоминает легендарную способность этого существа имитировать человеческую речь.
Порфирий в своей книге «О воздержании от мясной пищи» (III. 4) пишет, что «индийская гиена, которую туземцы называют крокоттой, говорит настолько по-человечески, причём без учителя, что приходит к домам и зовёт человека, которого, как она знает, можно легко победить».
Согласно «Истории Августов», император Антонин Пий проводил в Риме игры, на которых, в числе прочих зверей, выставлялись крокотты.
Историк Кассий Дион приписывает привоз крокотты в Рим более позднему императору Септимию Северу: «индийский вид… был тогда впервые завезён в Рим, насколько мне известно. Он имеет окрас льва и тигра, вместе взятых, и общий вид этих животных, а также собаки и лисы, причудливо смешанный».

## Мифологические черты
Мифы и легенды описывают крокотту как прожорливого падальщика, который выкапывает трупы, и хищника, который рыщет по фермам по ночам. Говорили, что крокотта заманивала собак на смерть, имитируя крики терпящего бедствие человека. Услышав крики, собаки следовали за ними только для того, чтобы на них напали и пожрали. Рассказывали также, что крокотта время от времени прячется в кустах на опушке леса, слушая, как фермеры ругаются и обзывают друг друга. Спустя некоторое время крокотта громко выкрикивала и повторяла одно из услышанных имён, чтобы заманить человека поглубже в лес. Когда жертва оказывалась достаточно далеко от возможности получить помощь, животное прыгало на неё сзади и убивало.
Другие легенды приписывали крокотте способность менять окрас или пол по своему желанию. В некоторых мифах говорилось, что животные, пытавшиеся на неё охотиться, замирали на месте, стоило им лишь наступить на её след. Говорили, что она никогда не смыкает глаз. В средневековых бестиариях также встречаются упоминания того, что глаза убитой крокотты — это полосатые драгоценные камни, которые, если положить их под язык, наделяют владельца способностью прорицания. В более древних источниках эта информация отсутствует.
Согласно мифам, это существо обладало таким сильным и постоянно напряжённым позвоночником, что не могло оглянуться. Для того, чтобы посмотреть назад, ему приходилось разворачиваться всем телом. Ещё одной необычной особенностью крокотты был её длинный непропорциональный рот, открывающийся от одного уха до другого. Во рту отсутствовали отдельные зубы, имелся лишь один сплошной неломкий костяной гребень, которым она могла раздавить, что угодно.
Отдельные легенды также приписывали ей частичную неуязвимость. Так, её якобы нельзя было поразить никаким оружием, и повредить ей мог лишь огонь (иногда упоминался конкретно греческий огонь).
Бестиарии также наделяли крокотту даром невидимости. В рассказах о ней часто уточнялось, что в беге она превосходит всех животных, а голос её напоминает либо завывания множества высоких человеческих голосов, либо крик гиены.

## Левкрокотта
Часть источников пытается разделять крокотту и левкрокотту, наделяя их при этом схожими характеристиками.
Плиний Старший в «Естественной истории» (книга VIII, глава XXX) пишет о существе, похожем на гиену, называя его «левкрокотта». Он описывает его, как «самого быстрого из всех зверей, размером примерно с осла, с оленьими ногами, львиной шеей, хвостом и грудью, головой барсука, раздвоенным копытом, ртом, открывающимся до ушей, и костным гребнем вместо рядов зубов — сообщается, что это животное имитирует голоса людей». При этом чуть далее, в главе XLV, он сообщает, что при скрещивании левкрокотты с эфиопской львицей, рождается животное, называемое им «корокотта», которое «аналогичным образом имитирует голоса людей и крупного рогатого скота».
В Абердинском Бестиарии левкрокотта описывается как «быстрое животное, родившееся в Индии. Оно размером с осла, с задними конечностями оленя, грудью и ногами льва». Гонорий Августодунский в XII в. добавил к образу зверя раздвоенный рог. Другие авторы и издания, такие как Брунетто Латини («Книга сокровищ», XIII век) или Кембриджский бестиарий (XII век), изображая левкрокотту, упоминали её лошадиную голову.
Более поздние бестиарии Средневековья смешали различные описания крокотты и левкрокотты, так что теперь в них можно обнаружить эти мифические существа под разными именами и с различными характеристиками, но в целом они крайне похожи друг на друга. Из-за их предполагаемого инбридинга, сходства их имён и общей способности говорить человеческим голосом авторы бестиариев часто путали их друг с другом, что, вероятно, также послужило источником многих последующих путаниц относительно их известных особенностей. В бестиариях эти существа не приобрели большой популярности, как считается, из-за отсутствия примечательных черт, которые можно было бы подать как назидательные аллегории.
Существуют бестиарии (такие как Нортумберлендский бестиарий), в которые входят одновременно гиена и левкрокотта с разными описаниями. В некоторых бестиариях левкрокотту (или крокотту) путают с мантикорой.

## Изображения
Обычно изображается как гибридное существо размером с осла, с головой лошади или барсука, шеей и передними ногами льва, задними конечностями оленя и очень сильным позвоночником; редко изображается с рогами. Чаще всего его главная характеристика легко различима: у животного большая пасть, доходящая до ушей, иногда открытая, обнажающая зубы. Лишь на поздней французской миниатюре, содержащейся в Сводном кодексе 1450 г. (Гаага, Музей Меерманно), крокотта изображена с пастью нормального размера.

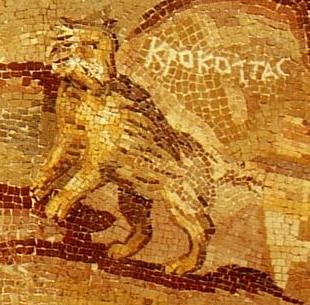
Крокотта. Деталь мозаики, изображающей реку Нил и её фауну. Национальный музей Палестрины, Италия
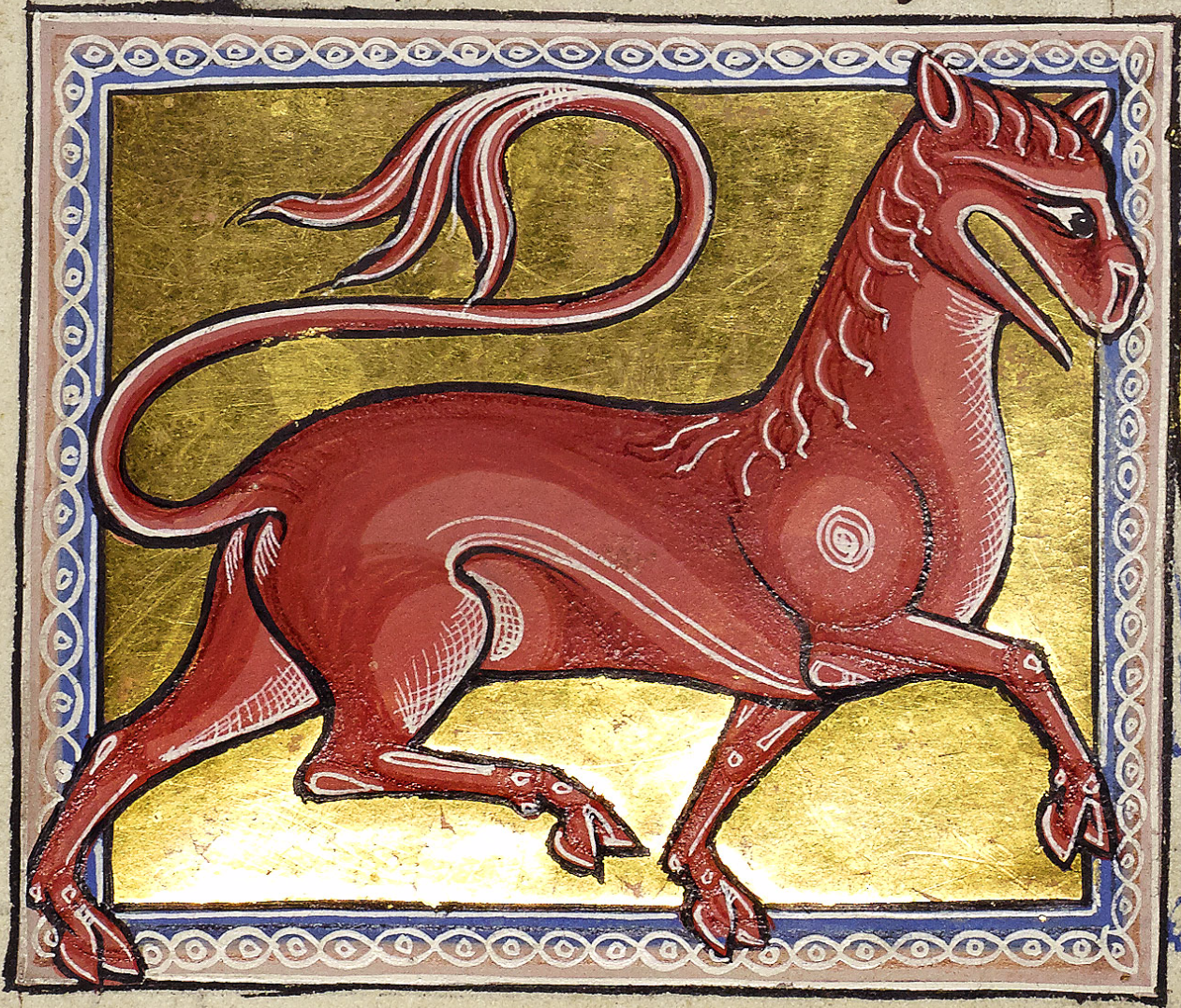
Левкрокотта, миниатюра из Абердинского бестиария (1200)
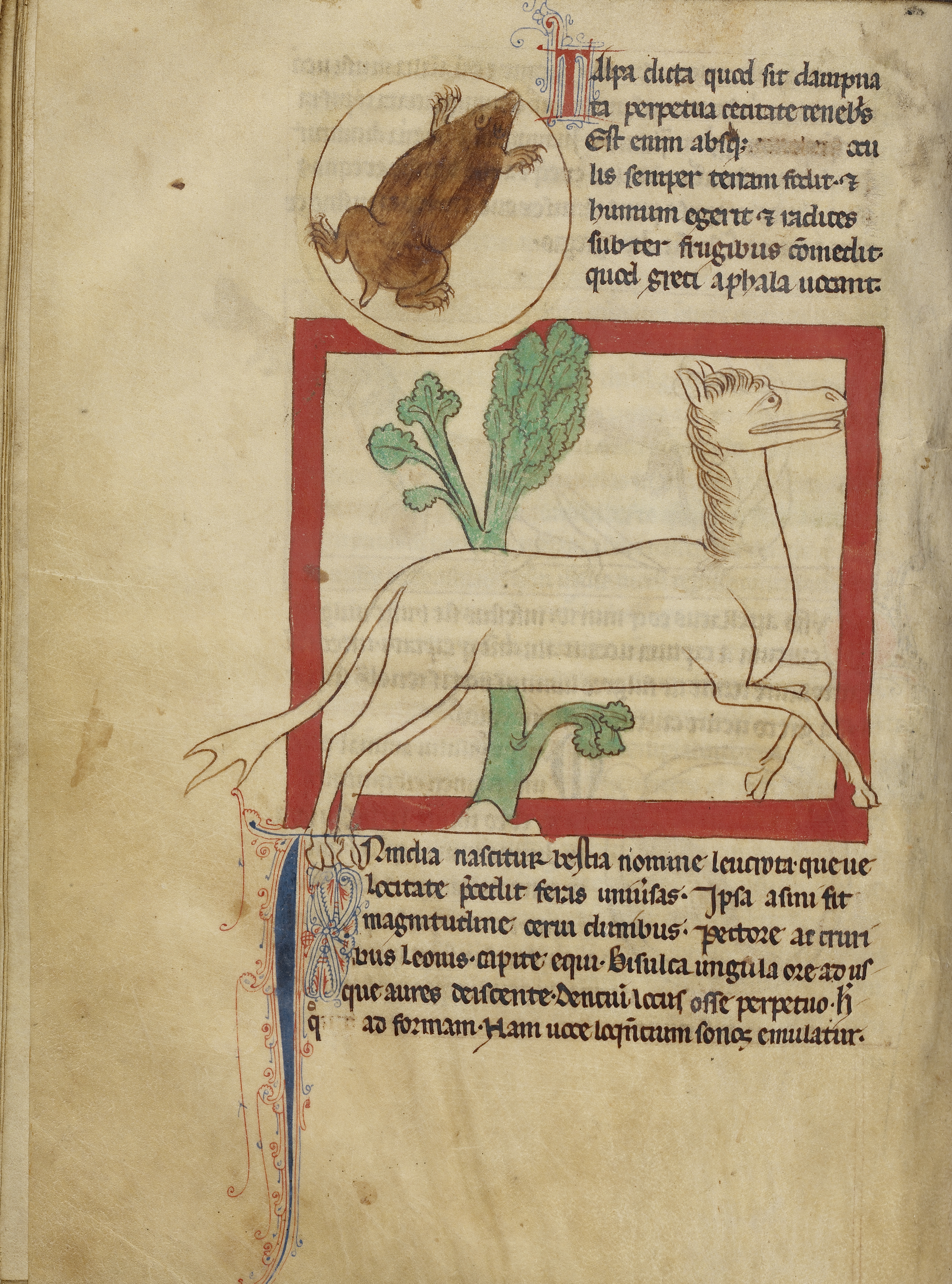
Левкрокотта, миниатюра из Нортумберлендского бестиария (1250-1260)
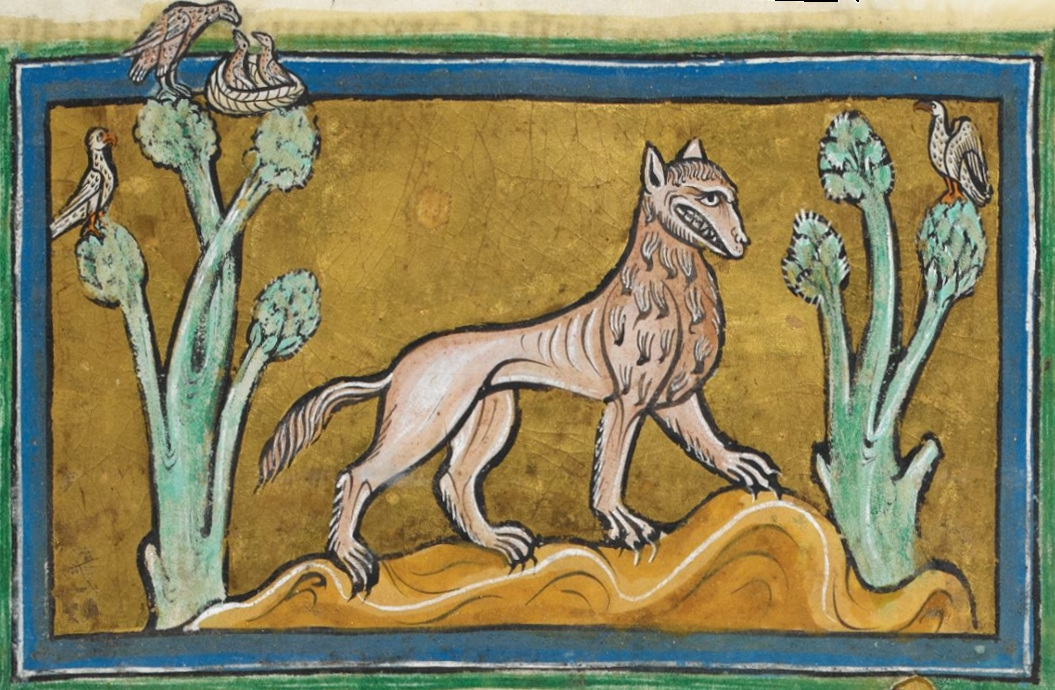
Левкрокотта, миниатюра из Рочестерского бестиария (XIII век)
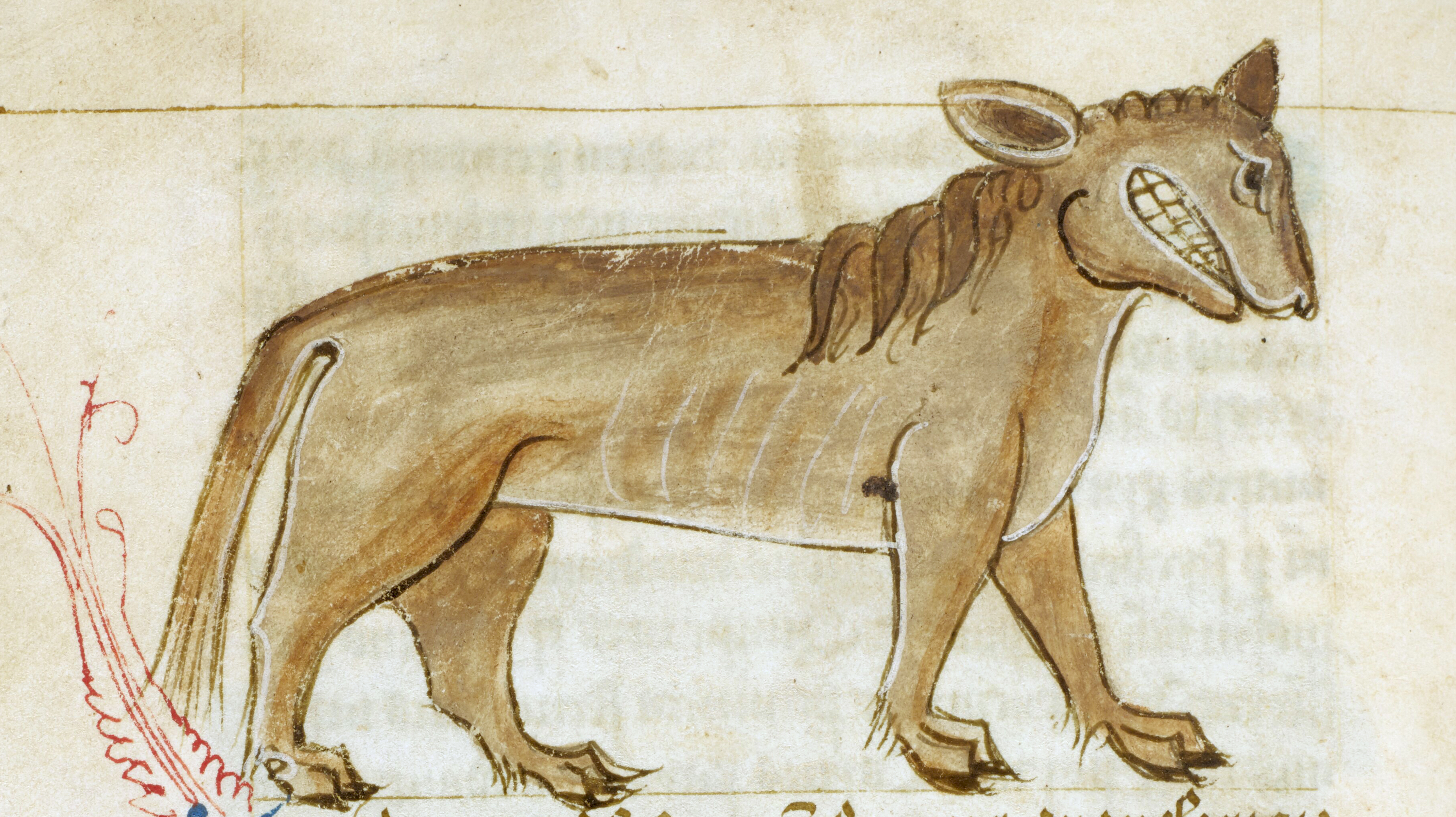
Крокотта, миниатюра из Бестиария Энн Уолш (XV век)
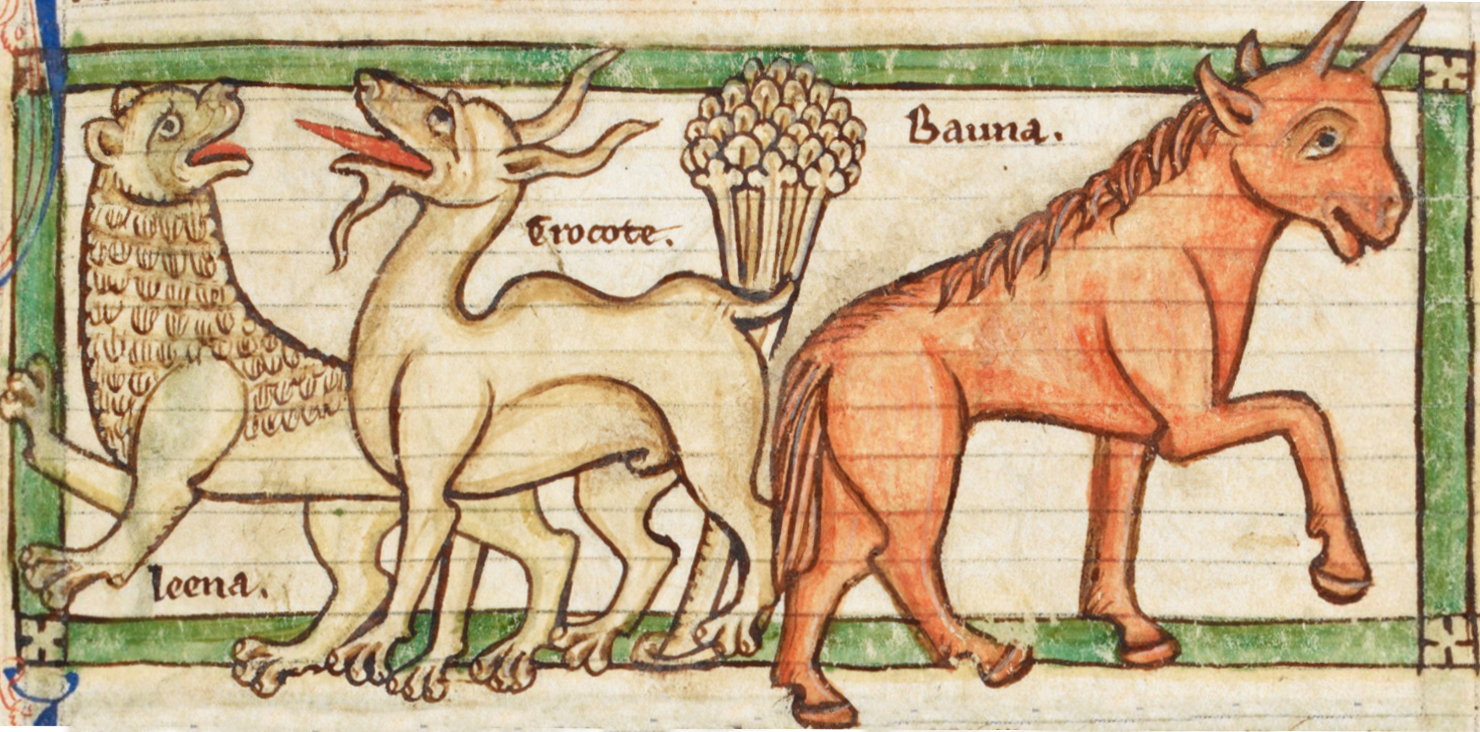
Крокотта в Бестиарии Харли (в центре миниатюры)
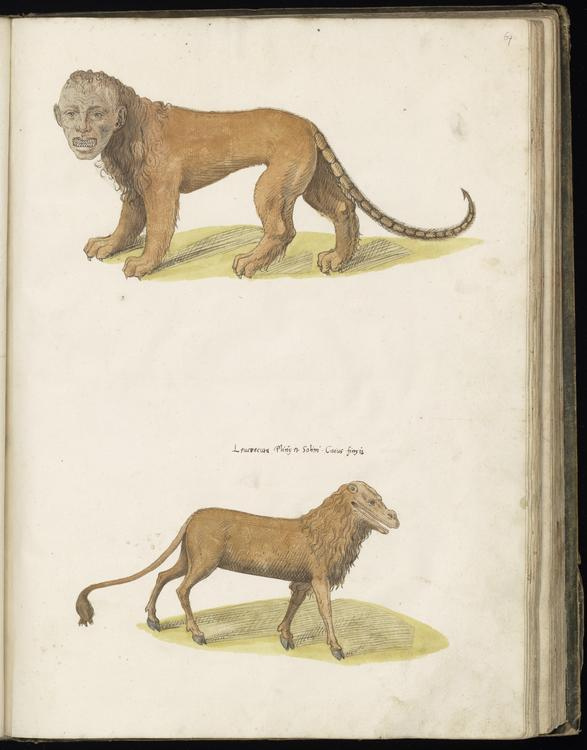
Мантикора и крокотта. Рисунок, использованный в Historiae Animalium (1551–1558)

## Параллели с реальными животными

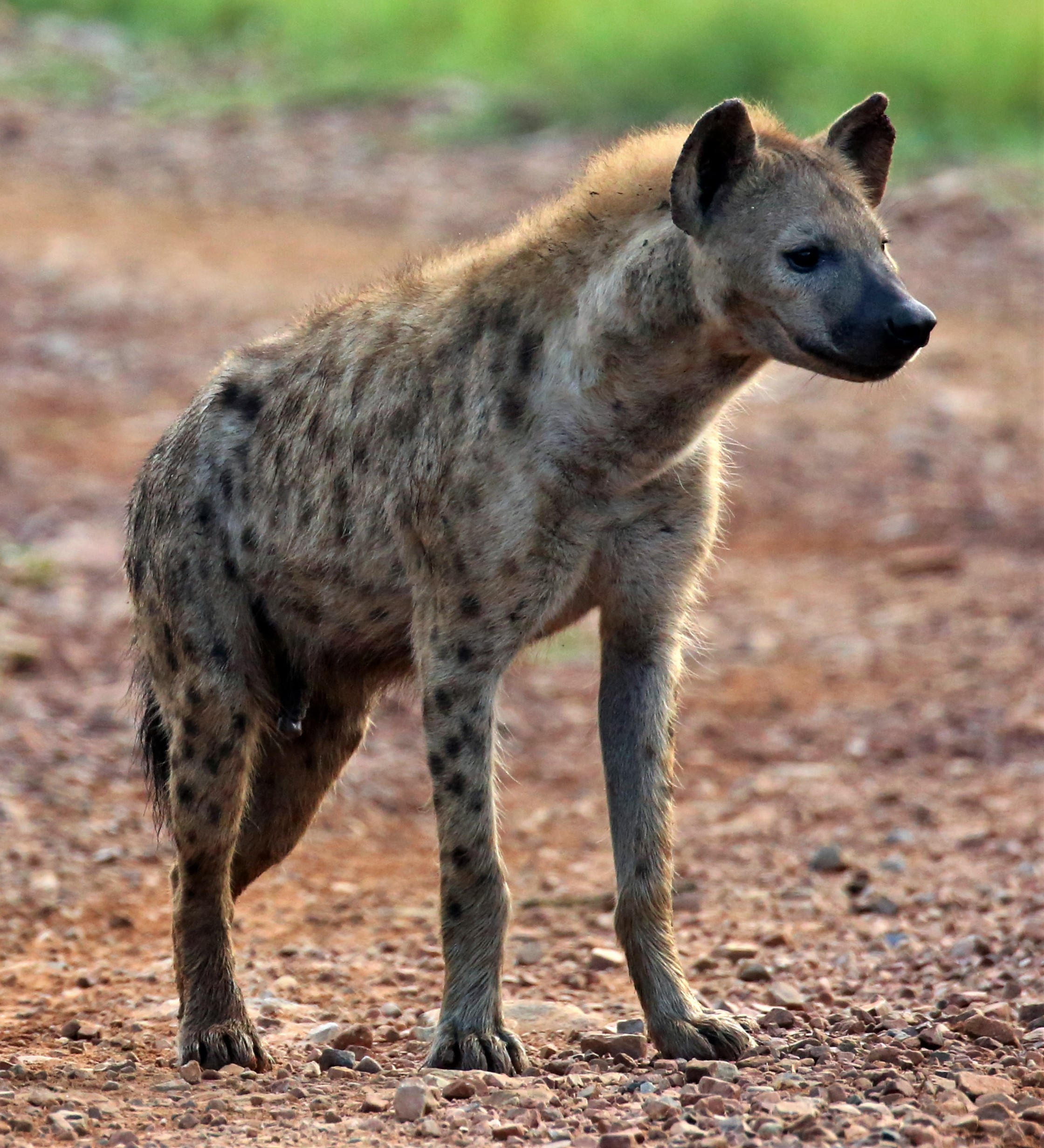
Пятнистая гиена (Crocuta crocuta)

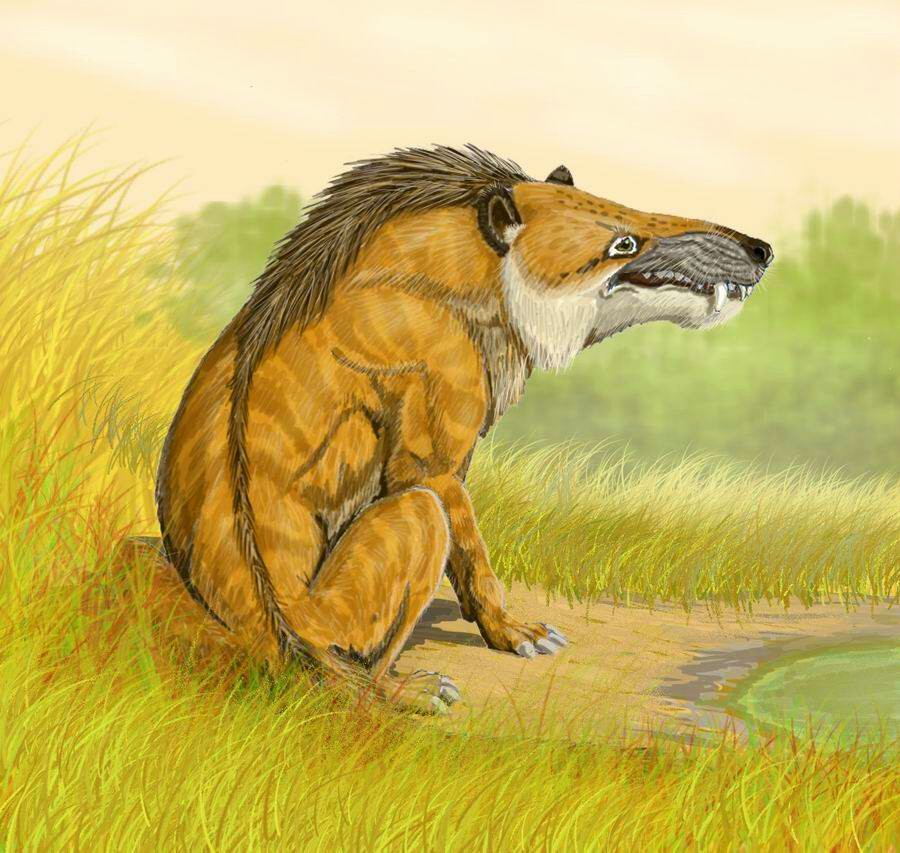
Эндрюсарх в дикой природе (реконструкция)

Научное название пятнистой гиены (Crocuta crocuta) было взято у мифологической крокотты, и в их описаниях есть некоторое сходство. У гиен очень мощные зубы и челюсти, они могут переваривать широкий спектр продуктов, известно, что они выкапывают человеческие тела в поисках еды и могут издавать пугающе человеческие звуки (например, свой знаменитый смех). Местный фольклор о гиенах часто наделяет их такими способностями, как смена пола (в виду того, что самок и самцов трудно различить), изменение формы и человеческая речь — всё это свидетельствует в пользу того, что гиена, возможно, внесла свой вклад в первоначальный миф о крокотте.
Хотя левкрокотта является вымышленным животным, хищные копытные существовали в истории Земли. Таковы были мезонихиды, их самый известный представитель — эндрюсарх, волк с копытами на ногах.

## В современной культуре
- Крокотта и левкрокотта включены в бестиарий Хорхе Луиса Борхеса «Книга вымышленных существ»[10].
- В сериале «Сверхъестественное» крокотта появляется в серии «Междугородный звонок» (14 серия 3 сезона), как демоническое существо, которое маскируется под человека и использует современные средства связи (телефоны, компьютеры и т. п.) для имитации голосов умерших людей с целью убедить их близких покончить с собой, сразу же после этого пожирая их души. Убить его можно, лишь пронзив ему шею.
- В видеоигре «Assassin’s Creed Odyssey» 2018 года персонаж может встретиться с крокоттой и победить её.
- Левкрокотты появляются в «Дневниках полукровки» Рика Риордана (Люк и Талия встречают их небольшую стаю в особняке с привидениями).
- Упоминание левкрокотты фигурирует в книге Сюзанны Кларк «Джонатан Стрендж и мистер Норрелл» (глава «Leucrocota, the Wolf of the Evening January 1817»), как аллегория для обозначения одного из персонажей[11].
- Говорящая левкрокотта появляется в книге Кэтрин М. Валенте «Сказки сироты[англ.]: В ночном саду» и оказывает помощь главным героям, несмотря на свой устрашающий внешний вид и репутацию.